# 井上播磨掾
井上 播磨掾（いのうえ はりまのじょう、1632年（寛永9年）頃 - 1685年6月20日（貞享2年5月19日）頃）は、江戸時代前期の浄瑠璃太夫である。幼名は市郎兵衛後に大和少掾。播磨節を創始した事で知られている。

## 経歴・人物
京都の生まれ。幼年の頃に御簾の作り職人として活躍していた。
後に大坂（現在の大阪市）に活動の場を移し、人形浄瑠璃をよくする。1658年（万治元年）に大和少掾を受領され、通称を藤原貞則や藤原勝則と名乗る。後の1670年（寛文10年）頃には播磨少掾を受領され、通称を藤原要栄と改名する。これによって、庶民からは井上播磨掾と呼ばれるようになった。
後に虎屋源太夫の門人となり、江戸の金平浄瑠璃を学ぶ。これを参考にして上方（大坂）浄瑠璃を創作し、一躍有名となった。中でも播磨掾が創始した播磨節は修羅の勇敢、悲哀の概念の風流であり、後の宇治加賀掾や孫弟子の初代竹本義太夫等、多くの浄瑠璃太夫に大きく影響を与えた。また、演目数は100曲にも及んでいる。

## 主な作品

### 演目
- 『頼光跡目論』

### 節事集
- 『忍四季揃』